# 10 (album)
10 är en cover-EP av Johan Johansson utgiven på etiketten Birdnest Records 1994. Johansson har översatt 4 låtar av Sparks. 

## Låtar
1. Det land vi har är stort nog åt alla oss (This town ain't big enough for both of us)
2. Ja, jag tror jag drunknar i kärleken till mig själv (Falling in love with myself again)
3. Bygg en mur runt oss som har allting (Something for the girl with everything)
4. Kärlek och respekt till Moder Jord (Never turn your back on Mother Earth)

## Musiker
- Johan Johansson: Sång, gitarr, keyboards, percussion och kör
- Staffan Hellstrand: Kör
- Niko Röhlcke: Gitarr, keyboards och kör
- Lasse Bax: Bas
- Anders Hernestam: Trummor
- Frans Lennon Lekander: Klocka
- Karin Renberg: Kör